# Polycarpaea akkensis
Polycarpaea akkensis är en nejlikväxtart som beskrevs av René Charles Maire. Polycarpaea akkensis ingår i släktet Polycarpaea och familjen nejlikväxter. Inga underarter finns listade i Catalogue of Life.